# Gloria Volt
Gloria Volt ist eine Schweizer Hard-Rock-Band aus Winterthur. Die Band spielt Power-Rock.

## Bandgeschichte
Ihren ersten Tonträger, die EP Gloria Volt, veröffentlichte die Band im Jahr 2012 auf Subversiv Records. Es folgten die Studioalben The Sign (2013, Subversive Records) sowie Recharged (2015) und All The Way Down (2018) bei Lux Nois. Im Jahr 2022 veröffentlichte die Band erneut eine EP namens 100 Jahre auf Dala Produkte.
Die Band spielte einige Headliner-Shows etwa an den Winterthurer Musikfestwochen oder im lokalen Fussballstadion. Sie absolvierte aber auch Support-Auftritte für internationale Künstler, wie Motörhead, Billy Idol, Slash, Mötley Crüe.

## Stil und Einflüsse
Der Einfluss von AC/DC sei  unüberhörbar, meint SRF Rock Special. In Kritiken werden zudem Vergleiche zu Bands wie Golden Earring, Rose Tattoo, den frühen Rhino Bucket, den Schweizer Rock-Kollegen Gotthard gezogen.

## Diskografie

### Alben
- 2013: The Sign (Lux Noise / Subversiv Records)
- 2015: Recharged (Lux Noise / Cargo Records)
- 2018: All the Way Down (Lux Noise / Cargo Records)

### EPs
- 2012: Gloria Volt (Subversiv Records)
- 2022: 100 Jahre (Dala Produkte)

## Belege
1. ↑  Fotogalerie Gloria Volt, 18.08.2022. Abgerufen am 6. Juni 2025 (Schweizer Hochdeutsch).
2. ↑  Hardrock von der Risikogruppe. 23. Juli 2020, abgerufen am 6. Juni 2025.
3. ↑  https://www.metalinside.ch/2014/06/motoerhead-gloria-volt/
4. ↑  BERICHT: Rocklegenden in Basel – Mötley Crüe und Slash. In: ARTNOIR. 26. Juni 2012, abgerufen am 6. Juni 2025 (deutsch).
5. ↑  Gloria Volt: Winterthurer Hardrock australischer Prägung. Abgerufen am 6. Juni 2025.
6. ↑  https://www.metal-hammer.de/reviews/gloria-volt-all-the-way-down/
7. ↑  Review | GLORIA VOLT - Recharged | POWERMETAL.de. Abgerufen am 6. Juni 2025.
8. ↑  https://powermetal.de/review/review-Gloria_Volt/All_The_Way_Down,33697.html